# إسرائيل بروسارد
إسرائيل بروسارد (بالإنجليزية: Israel Broussard) مواليد 22 أغسطس 1994 في مسيسيبي، الولايات المتحدة، هو ممثل أمريكي بدأ مسيرته الفنية سنة 2010.

## الأعمال

### أفلام
- حلقة بلينج (2013) (بدور: مارك هول)
- من الأرض إلى إيكو (2014) (بدور: كاميرون)
- يوم موت سعيد (2017)

### مسلسلات
- أبناء الفوضى (2013)
- اخشوا الموتى السائرون (2016)

## روابط خارجية
- إسرائيل بروسارد على موقع IMDb (الإنجليزية)
- إسرائيل بروسارد على موقع قاعدة بيانات الفيلم (الإنجليزية)